# Crassula aquatica
Crassula aquatica es una especie del género Crassula distribuida por Norteamérica y Eurasia. 

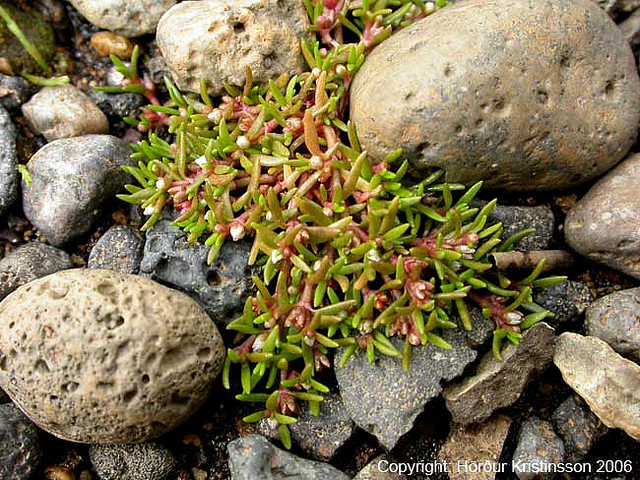
En su hábitat

## Descripción
Es una planta parcialmente acuática, habita marismas salobres, aguas temporales, tierras pantanosas y otras zonas de aguas dulces o salobres que están sumergidas gran parte del año, así como estuarios con zonas de mareas activas. 
Es una hierba anual de pequeño tamaño (14 cm), que forma delgadas alfombrillas sobre el lodo y la arena. Muy ramificada desde la base, con tallos postrados -crecen más erectos cuando no se encuentra sumergida durante periodos largos - de color verde amarillento hasta rojo brillante o púrpura. Las carnosas hojas obo-lanceoladas tienen entre 2 a 6 mm de largo. Las diminutas flores (0,5 - 1,5 mm) surgen sobre un corto tallo en la intersección de cada par opuesto de hojas. El fruto es un menudo folículo que contiene varias semillas.

## Taxonomía
Crassula aquatica fue descrita por (L.) Schönl. y publicado en Die Natürlichen Pflanzenfamilien 3(2a): 37. 1890.
Etimología
Ver: Crassula
aquatica: epíteto latino que significa "en el agua".
Sinonimia
- Bulliarda aquatica (L.) DC.
- Bulliarda linnaei Spreng.
- Bulliarda prostrata (Schkuhr) DC.
- Bulliarda schkuhrii Spreng.
- Crassula schkuhrii Roth
- Hydrophila aquatica (L.) House
- Sedum bulliardii E.H.L.Krause
- Tillaea angustifolia Nutt.
- Tillaea aquatica L. basónimo
- Tillaea ascendens Eaton
- Tillaea prostrata Schkuhr
- Tillaeastrum aquaticum (L.) Britton[3]